# Bản sắc dân tộc

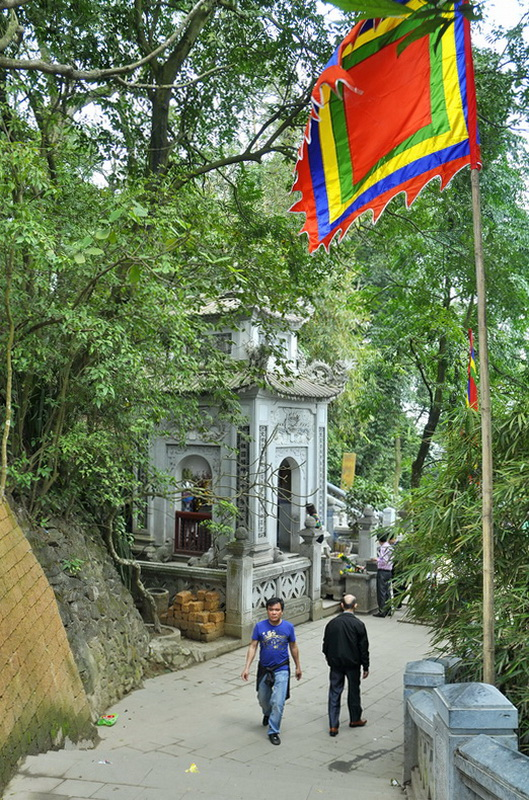
Cờ ngũ sắc ở Lăng mộ Quốc Tổ tại Đền Thượng

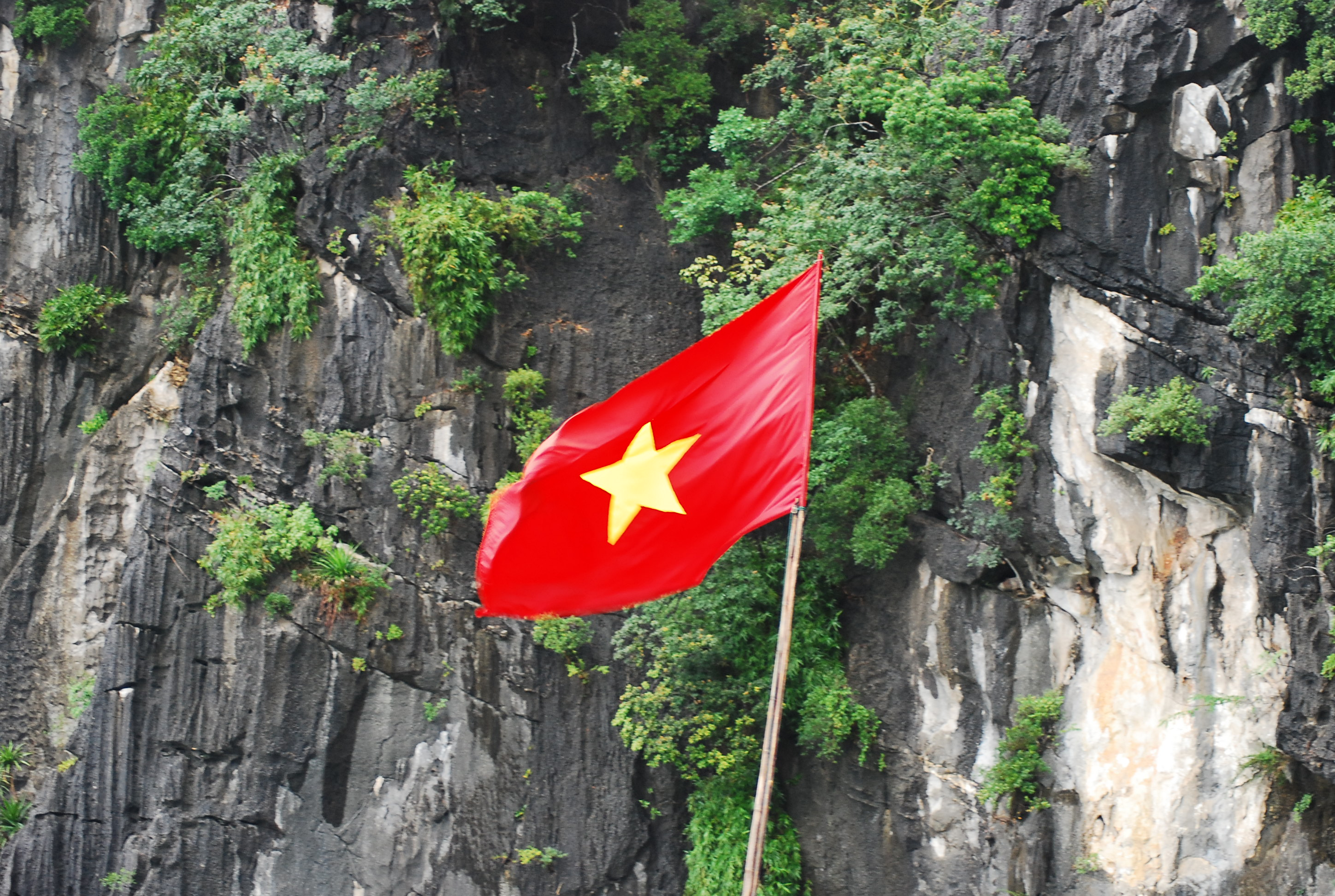
Lá cờ Việt Nam tung bay, một biểu tượng cho bản sắc quốc gia dân tộc

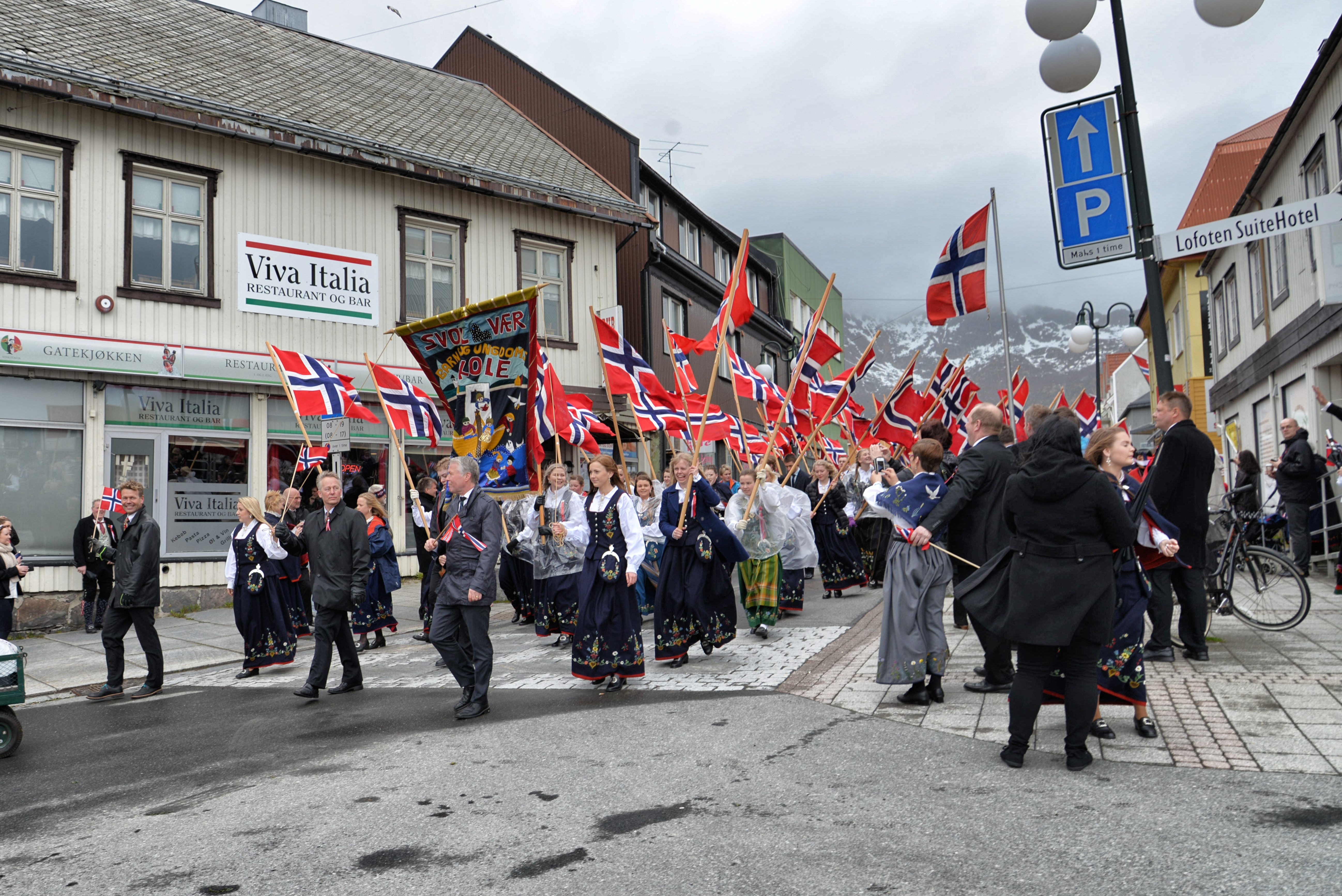
Tuần hành nhân ngày Quốc gia ở Na Uy

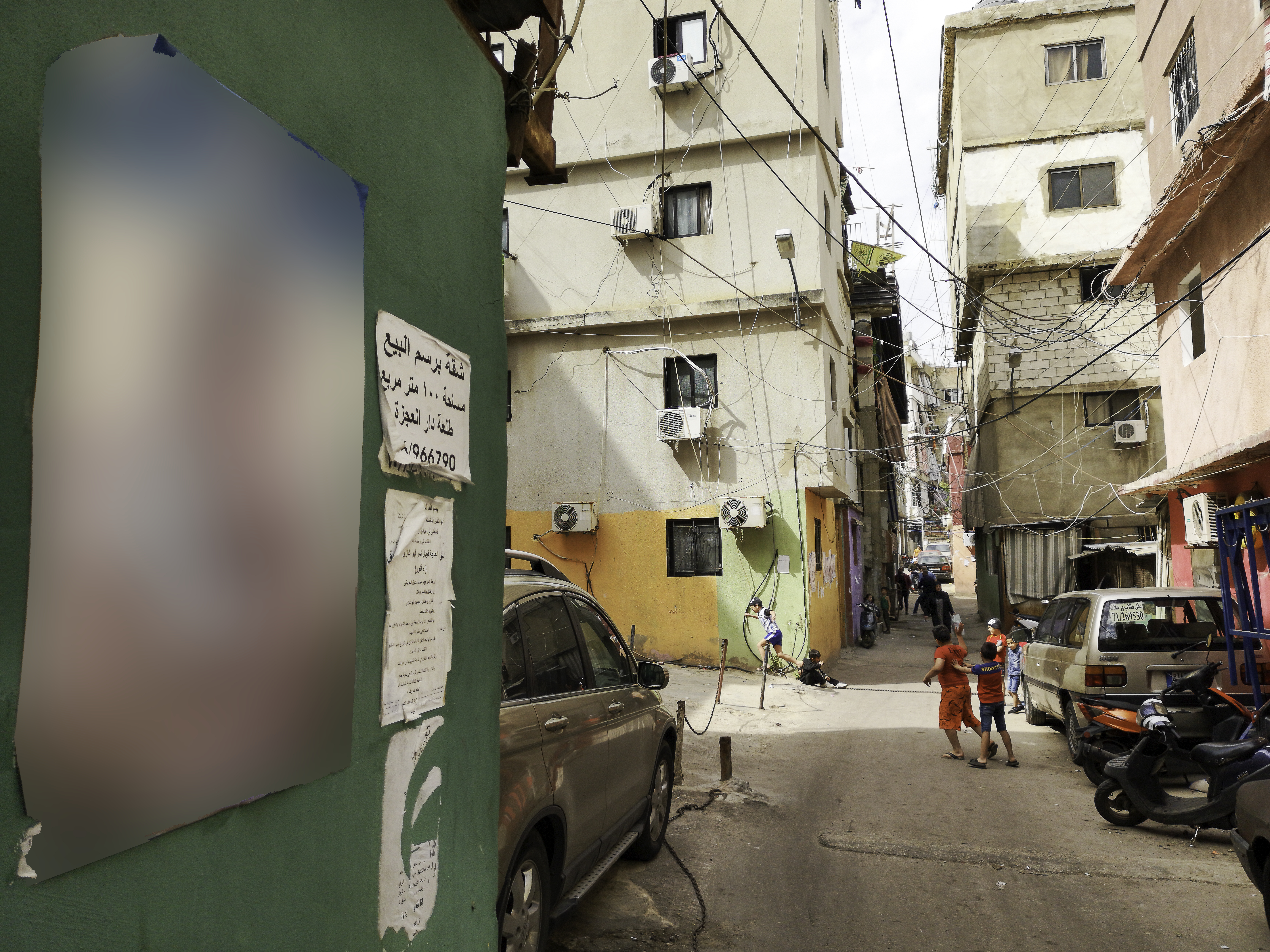
Người Palestin đang đấu tranh cho một nhà nước với bản sắc của họ

Bản sắc dân tộc (National identity) là bản sắc hoặc ý thức bản thân của một cá nhân thuộc về một hoặc nhiều nhà nước hoặc một hoặc nhiều quốc gia, dân tộc. Đó là ý thức về "một quốc gia như một tổng thể gắn kết, hiển hiện qua những truyền thống, văn hóa và ngôn ngữ đặc biệt". Bản sắc dân tộc có thể đề cập đến cảm giác chủ quan mà một người chia sẻ với một nhóm người về một quốc gia, bất kể tình trạng công dân hợp pháp của một người. Bản sắc dân tộc được nhìn dưới góc độ tâm lý học là "nhận thức về sự khác biệt", là "cảm giác và sự thừa nhận về 'chúng tôi' và 'họ". Bản sắc dân tộc cũng bao gồm yếu tố dân số nói chung và cộng đồng hải ngoại của các quốc gia và xã hội đa sắc tộc có ý thức chung về bản sắc chung giống hệt với bản sắc của một quốc gia trong khi được tạo thành từ một số nhóm dân tộc cấu phần.
Với tư cách là một hiện tượng tập thể, bản sắc dân tộc có thể nảy sinh như là kết quả trực tiếp của sự hiện diện của các yếu tố từ "điểm chung" (thống nhất trong đa dạng) trong đời sống hàng ngày của người dân như biểu tượng dân tộc, ngôn ngữ, lịch sử dân tộc, ý thức dân tộc và các hiện vật văn hóa. Theo luật pháp quốc tế, thuật ngữ bản sắc dân tộc, liên quan đến các quốc gia, có thể hoán đổi với thuật ngữ bản sắc quốc gia hoặc bản sắc chủ quyền quốc gia đó. Bản sắc của một quốc gia theo định nghĩa có liên quan đến tên Hiến pháp của quốc gia được sử dụng làm nhận dạng pháp lý trong quan hệ quốc tế và là một yếu tố thiết yếu của tư cách pháp nhân quốc tế của quốc gia đó.
Bản sắc chủ quyền của quốc gia cũng đại diện cho mẫu số chung để xác định văn hóa hoặc bản sắc văn hóa quốc gia và theo Luật quốc tế, bất kỳ sự can thiệp nào từ bên ngoài vào bản sắc văn hóa hoặc tín ngưỡng văn hóa và truyền thống dường như đều không được chấp nhận. Bất kỳ sự tước đoạt hoặc can thiệp, đồng hóa bên ngoài nào đối với bản sắc văn hóa dân tộc đều có vẻ vi phạm các quyền cơ bản của con người. Sự thể hiện bản sắc dân tộc của một người được nhìn dưới góc độ tích cực là lòng yêu nước được đặc trưng bằng niềm tự hào dân tộc và cảm xúc tích cực về tình yêu quê hương đất nước. Biểu hiện cực đoan của bản sắc dân tộc là chủ nghĩa dân tộc cực đoan dẫn đến chủ nghĩa Sô vanh, ám chỉ niềm tin vững chắc vào tính ưu việt của đất nước và lòng trung thành tột độ đối với đất nước của mình.